# Tysk poppelrose
Tysk poppelrose (Lavatera thuringiaca) er en staude eller løvfældende halvbusk med en opret, forgrenet vækst. Den anvendes i Danmark som haveplante og fryser tilbage i hårde vintre, sådan at den begynder helt fra bunden det følgende forår.

## Beskrivelse
Stænglerne er først tæt hårede og grågrønne, men senere på året bliver de træagtige og furede med en grålig bark. Bladene er spredtstillede og langstilkede, trelappede med grovtandet eller bølget rand (omtrent som hos sølvpoppel). Begge bladsider er fløjlshårede med en grågrøn overside og en lidt lysere underside. Blomstringen sker i juli-september, hvor man finder blosmterne siddende fra bladhjørnerne. De enkelte blomster er regelmæssige  og 5-tallige med korte, grågrønne bægerblade og en delvist sammenvokset, tragtformet krone med lyserøde kronblade. Frugterne er spaltefrugter med mange frø.
Rodnettet er kraftigt og både dybtgående og vidt udbredt.
Højde x bredde og årlig tilvækst: 1,20 x 0,80 m (75 x 50 cm/år). Planten fryser tilbage i hårde vintre, sådan at den begynder helt fra bunden det følgende forår.

## Hjemsted
Arten er udbredt i Nordafrika, Mellemøsten, Kaukasus og i det østlige og sydlige Europa, hvor den er knyttet til lysåbne voksesteder med en tør, kalkrig og forholdsvis næringsrig jordbund. 
På kalkbjergene i Wienerwald sydvest for Wien findes arten i ruderater sammen med bl.a. bukketorn, slangehoved, alm. tidselkugle, gul reseda, gærdekartebolle, kranssalvie, langbladet vortemælk, lægeoksetunge, rundbælget astragel, seglsneglebælg, trekløftalant og tvebo galdebær
| Portal | Portal:Botanik |

## Note
1. ↑  Annonaceae.org: Annual meeting Excursion Plantlist (engelsk)